# Apertura Van't Kruys
L'apertura Van't Kruys è un'apertura degli scacchi  caratterizzata dalla mossa:
1. e3

L'apertura, che prende il nome dall'omonimo campione olandese del XIX secolo, è piuttosto rara (tra le 20 possibili prime mosse è statisticamente la undicesima più giocata) in quanto nonostante apra una diagonale per l'alfiere di re il pedone e3 blocca lo sviluppo dell'alfiere di donna; inoltre non occupa una casella centrale, ma controlla semplicemente d4 (basti confrontare con 1.e4 che occupa e4 e controlla d5). Spesso tale mossa porta ad una difesa francese in contromossa, ad un matto del barbiere oppure può rientrare in altre partite per trasposizione di mosse.